# Makryneia
Makryneia (in greco Μακρυνεία?) è un ex comune della Grecia nella periferia della Grecia Occidentale (unità periferica dell'Etolia-Acarnania) con 5.241 abitanti secondo i dati del censimento 2001.
È stato soppresso a seguito della riforma amministrativa, detta Programma Callicrate, in vigore dal gennaio 2011 ed è ora compreso nel comune di Agrinio.

## Località
Makryneia è suddiviso nelle seguenti comunità (i nomi dei villaggi tra parentesi):
- Agios Andreas (Agios Andreas, Ano Metapa)
- Akres (Akres, Saranti, Varka)
- Dafnias (Dafnias, Palaiozefgaro)
- Gavalou (Gavalou, Kourtelaiika)
- Kato Makrinou
- Kapsorachi (Kapsorachi, Palaiochori)
- Makrinou (Makrinou, Agia Triada, Agioi Apostoloi, Kypseli, Metaxas)
- Mesarista (Mesarista, Kazanaiika, Paradeisi, Tsiligiannaika)
- Potamoula Messolongiou
- Trichonio